# 제12보병사단 (대한민국)
제12보병사단(第十二步兵師團, ROKA 12th Infantry Division, 상징명칭: 을지부대)는 휴전선 동부전선 방어를 담당하고 있는 대한민국 육군의 보병사단이다. 고구려 시대 장군인 을지문덕의 호를 따서 을지부대로도 알려져 있다. 강원특별자치도 인제군에 주둔하고 있다.

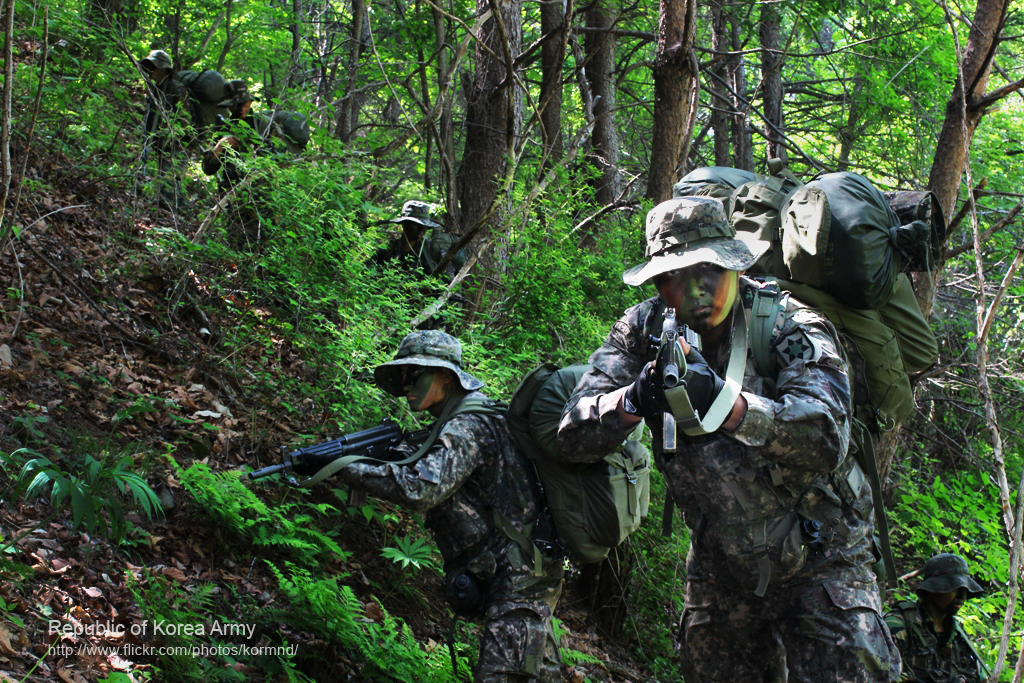
산악훈련 중인 제12보병사단 수색대대 장병들

## 역사
을지부대라는 명칭은 창설 당시 이승만 대통령이 을지문덕의 이름을 따서 명명한 것이다. 한국군 전력 증강 계획에 따라 미국 제9군단에 배속되어 1952년 11월 8일 제15보병사단과 함께 강원특별자치도 양양군에서 창설되었다. 초대 사단장은 윤춘근 준장이다.
경기도 포천시으로 이동한 뒤 12월 10일에 37, 51, 52연대를 예하 부대로 편성받았다. 이후, 미국 제10(X)군단에 배속되어 강원도 인제군으로 옮겨가 미국 제45보병사단과 교대하여 제812, 854고지를 수비하였으며 한국 전쟁에서 강원도 면적의 1/4를 확장하는데 기여한 사단이다. 2020년 사단 예하 연대들이 여단으로 승격했다.

## 부대 편성
- 사단본부
- 제17보병여단 "쌍호"
  - 제1대대 (신병교육대대)
  - 제2대대 (백마촌대대)
  - 제3대대 (수도탈환대대)
  - 포병대
- 제51보병여단 "독수리" - GOP
  - 제1대대(향로대대)
  - 제2대대(단결대대)
  - 제3대대(대곡리대대)
  - 포병대
- 제52보병여단 "쌍용" - GOP
  - 제1대대(서화대대)
  - 제2대대(을지대대)
  - 제3대대(평촌대대)
  - 포병대
- 포병여단
  - 제63포병대대
  - 제66포병대대
  - 제89포병대대
  - 제379포병대대
- 직할대
  - 본부대
  - 공병대대
  - 정비대대
  - 보급수송대대
  - 수색대대
  - 화생방지원대
  - 의무대대
  - 정보통신대대
  - 군사경찰대대
  - 보충중대
  - 방공중대
  - 전차대대
  - 군수지원대대

## 출신 인물
- 노무현 - 대한민국 前대통령
- 안성기 - 배우
- 서지석 - 배우
- 김경진 - 개그맨
- 김민기 - 가수
- 허각 - 가수
- 박정수 (이특 - SUPER JUNIOR) - 가수
- 김무열 - 배우
- 성시경 - 가수[3]
- 서운율(정상 - 에이션) - 가수
- 윤두준 (두준 - HIGHLIGHT/BEAST) - 가수
- 양승호 (승호 - MBLAQ) - 가수
- 오상윤 - 배우
- 김필수 - 개그맨 (사단군악대 MC)
- 이제동 - 프로게이머
- 최충협 (바론 - VAV) - 가수
- 박성진 (기타 - DAY6) - 가수
- 장우영 (에이스 - VAV) - 가수
- 방민수 (캡 - TEEN TOP) - 가수
- 김호성 (로우 - VAV) - 가수
- 박희준 (지우 - VAV) - 가수
- 이상훈 (육군홍보관)

## 인용
1. ↑  “政府人事發令”. 경향신문. 1952년 11월 16일. 2면. 陸軍准將 (一○二一二) 尹春根 同 (一○○二九) 李貞錫 師團長에 補함 陸軍準府(臨時계급) 朴勝薰 同 李형錫 同 金병徽 同 金雄洙 同 白洪錫 陸軍准將에 任함 (十三日附)
2. ↑  “國軍二個師團增強”. 경향신문. 1952년 11월 24일. 2면. 신설된 二개 사단은 국군 제12사단 제5사단이며 이들 사단장은 윤춘근 준장 이정석 준장이다.
3. ↑  12사단 신교대에서 훈련받고 국방홍보원으로 전출되었으나, 12사단 자원은 아니었다. 원 소속은 3포병여단 예하 포병대대